# Lomné (Eslovàquia)
|  | No s'ha de confondre amb Lomner. |

Lomné és un poble i municipi d'Eslovàquia. Es troba a la regió de Prešov, al nord del país.

## Història
La primera referència escrita de la vila data del 1369.

## Demografia
| Godina             | 1994 | 2004    | 2014   | 2024   |
| ------------------ | ---- | ------- | ------ | ------ |
| Nombre de persones | 318  | 277     | 253    | 233    |
| Diferència         |      | −12,89% | −8,66% | −7,90% |

| Godina             | 2023 | 2024   |
| ------------------ | ---- | ------ |
| Nombre de persones | 224  | 233    |
| Diferència         |      | +4,01% |